# Пуебла (місто)
Пуебла (ацт. Cuetlaxcōāpan ісп. Puebla, повна назва Heroica Puebla de Zaragoza, прозвана Angelópolis) — столиця і найбільше місто мексиканського штату Пуебла. Населення міста становить 1,39 млн мешканців, муніципалітету — 1,49 млн, агломерації — 2,11 млн — це четверта за розміром міська агломерація країни. Пуебла є важливим промисловим, культурним та освітнім центром центральних та південно-східних районів Мексики, також це одне з найстаріших колоніальних міст континенту.

## Географія
Пуебла розташована в долині Пуебла та оточена вулканами та високими горами, приблизно за 110 км на південний схід від Мехіко.

## Культура
Історичний центр міста містить велика кількість будівель колоніального періоду і входить до списку Світової спадщини. У Пуебло розташована одна з найстаріших бібліотек Латинської Америки Бібліотека Палафоксіана, що була заснована 1646 року. Багато будівель були пошкоджені землетрусом 1999 року, хоча частина з них відновлені, деякі залишаються в поганому стані.

## Музеї міста
- Інтернаціональний музей бароко (Пуебла, Мексика)